# Lijst van beelden in Hoeksche Waard
Dit is een (onvolledige) lijst van beelden in Hoeksche Waard. Onder een beeld wordt hier verstaan elk driedimensionaal kunstwerk in de openbare ruimte van de Nederlandse gemeente Hoeksche Waard, waarbij beeld wordt gebruikt als verzamelbegrip voor sculpturen, standbeelden, installaties, gedenktekens en overige beeldhouwwerken. 

## Oud-Beijerland
- Zie Lijst van beelden in Oud-Beijerland.

## Strijen
- Zie Lijst van beelden in Strijen.

## Overige plaatsen
| Geplaatst | Omschrijving                              | Kunstenaar                   | Straat                              | Plaats           | Materiaal            | Afbeelding |
| --------- | ----------------------------------------- | ---------------------------- | ----------------------------------- | ---------------- | -------------------- | ---------- |
|           | Monument 1940-1945                        | N. van der Wulp              | Kerkstraat 9                        | 's-Gravendeel    |                      |            |
| 1950      | Moeder (monument)                         | Hubert van Lith              | Provinciale weg N217                | Heinenoord       |                      |            |
| 1954      | Watersnoodmonument                        | Rudi Rooijackers             | Kerkstraat, begr.plaats             | 's-Gravendeel    |                      |            |
| 1980      | Meisje met duif                           | Henk Kuizenga                | Kerkstraat                          | Nieuw-Beijerland |                      |            |
| 1983      | Vlaslepelaars                             | Henk Kuizenga                | Smidsweg                            | 's-Gravendeel    |                      |            |
| 1984      | Moeder doet boodschappen met kind         | Eugenie Stinis-Degenaar      | Gravin Sabinastraat (winkelple      | Zuid-Beijerland  |                      |            |
| 1987      | Kunstwerk MAVO                            | Lon Pennock                  | Buttervliet, MAVO                   | Numansdorp       |                      |            |
| 1988      | Rietstengels                              | Eugenie Stinis-Degenaar      | Pauwstraat/Kwartelstraat            | Numansdorp       |                      |            |
| 1989      | Verpleegster en bejaarde                  | Henk Kuizenga                | Voorstraat                          | Piershil         | Brons en natuursteen |            |
| 1992      | Haan                                      | Henk Kuizenga                | Breestraat (kerkplein)              | Westmaas         |                      |            |
| 1993      | Beatrix, Koningin der Lagen Landen        | Ingrid Rollema               | Buttervliet 1                       | Numansdorp       |                      |            |
| 1993      | Fontein gemeente Korendijk                | D. Bos                       | Voorstraat                          | Piershil         |                      |            |
| 1995      | Oorlogsmonument                           |                              | Oranjeplein                         | Klaaswaal        |                      |            |
| 1995      | Indië-monument                            | Dienst Gemeentewerken        | Sportlaan                           | Puttershoek      |                      |            |
| 1996      | Varkenshoeder                             | Henk Kuizenga                | Hofweg 13                           | Heinenoord       |                      |            |
| 1997      | Indië-monument                            | Dienst Gemeentewerken        | Hallinxweg                          | Numansdorp       |                      |            |
| 1998      | Herdenkingsmonument                       | Dienst Gemeentewerken        | Voorstraat                          | Piershil         |                      |            |
| 2000      | Milleniumcarillon                         | Koninklijke Eijsbouts Asten  | Voorstraat                          | Piershil         |                      |            |
| 2002      | Monsterverbond                            | Hans Mes                     | Generaal Stafsingel                 | Numansdorp       |                      |            |
| 2002      | zonder titel                              | Mieke van den Hoeven         | Generaal Stafsingel                 | Numansdorp       |                      |            |
| 2002      | zonder titel                              | E. Pietersen                 | Generaal Stafsingel                 | Numansdorp       |                      |            |
| 2003      | Watersnoodmonument                        | Karin Beek                   | Korte Boomweg                       | Numansdorp       |                      |            |
| 2005      | Bibliotheekbezoekers                      |                              | Smidsweg 42-44                      | 's-Gravendeel    |                      |            |
| 2007      | De Geliefden                              | Atelier Van Lieshout         | Reedijk                             | Heinenoord       |                      |            |
| 2010      | Monument voor Jack Dawson Green           |                              | Boonsweg 100                        | Heinenoord       |                      |            |
| 2013      | Kunstpicknickplaats 'Hier = Nu'           | Ingrid van den Oord          | Spui                                | Piershil         | Graniet              |            |
|           | De Naald                                  | lngrid Kruit                 | Naaldweg                            | 's-Gravendeel    |                      |            |
|           | Eiland/Dorp                               | Kees Buckens                 | Wouter van de Waleplein             | Heinenoord       |                      |            |
|           |                                           | Theo Verhoeff                | Raadhuislaan                        | Mijnsheerenland  |                      |            |
|           | Kinderen met konijn                       | Henk Kuizenga                | Emmastraat                          | Heinenoord       |                      |            |
|           | De Heul                                   | Fredy E. Wubben              | 's-Gravendeelseweg                  | Maasdam          |                      |            |
|           | Bankje                                    | Hanneke Piederiet            | Zijdewinde                          | Puttershoek      |                      |            |
|           | Boeket                                    | Jan Asjes van Dijk           | Vrouwehuisjesweg 1a                 | Mijnsheerenland  |                      |            |
|           | Danseres                                  |                              | Smidsweg 42-44                      | 's-Gravendeel    |                      |            |
|           | De Boom                                   | Kees Schook                  | Elisabeth van Loonstraat 19         | Mijnsheerenland  |                      |            |
|           | De vijf kernen                            | Rob Mangay                   | Sportlaan 22, gemeentehuis          | Maasdam          |                      |            |
|           | Driehoek                                  | Jane Leeuwenburgh            | Langs de N217 en Binnenmaas         |                  |                      |            |
|           | Griendosaurus                             | Moritz Ebinger               | Woonwijk De Grienden                | Puttershoek      |                      |            |
|           | Kees Verkerk                              | Jan Verschoor                | Sportlaan, schaatsbaan              | Puttershoek      |                      |            |
|           | Vijf boeken                               | Theo Verhoeff                | Laan van Westmolen 121              | Mijnsheerenland  |                      |            |
|           | Vijf schelpen                             | Theo Verhoeff                | Laan van Westmolen 117              | Mijnsheerenland  |                      |            |
|           | Vliegend tapijt                           | Baukje Trenning & Karin Daan | Maximaplein                         | Puttershoek      |                      |            |
|           | De rietsnijder                            | Eugenie Stinis-Degenaar      | Molendijk                           | Goudswaard       |                      |            |
|           | Arbeid en intellect reiken elkaar de hand | Nico Onkenhout               | Haringvlietbrug, A29 Rijksweg       | Numansdorp       |                      |            |
|           | Slachteroffers Watersnoodramp 1953        |                              | Hallinxweg                          | Numansdorp       |                      |            |
|           | onbekend                                  |                              | Rijksstraatweg / Cromstrijense dijk | Cromstrijen      |                      |            |